# كريس جونز (لاعب كريكت)
كريس جونز (5 نوفمبر 1990 في المملكة المتحدة - ) (بالإنجليزية: Chris Jones)‏ هو لاعب كريكت بريطاني. لعب مع نادي مقاطعة سومرست للكريكت ‏ وDorset County Cricket Club ‏ وDurham University Centre of Cricketing Excellence ‏.

## وصلات خارجية
- كريس جونز على موقع إي آس بي آن كريك إنفو (الإنجليزية)